# Ricardo de Chichester
São Ricardo (1197 — 3 de Abril de 1253), também conhecido como Ricardo de Chichester, foi professor universitário e bispo da cidade Chichester, na Inglaterra, que foi canonizado no ano de 1262.
São Ricardo é o santo padroeiro da região de Sussex e segundo o Martirológio Romano o dia de S. Ricardo comemora-se a 3 de Abril, mas, localmente é celebrado a 16 de Junho.
Por ter proveniência de uma família modesta e ter ficado muito cedo órfão, teve que lutar com grandes dificuldades para concluir os estudos superiores, e o fez com elevadas notas. Foi professor e depois reitor da Universidade de Oxford. 
Aos 46 anos foi ordenado sacerdote, no ano seguinte foi feito bispo de Chichester mas como o rei Henrique III não aprovou essa decisão eclesiástica vivia na diocese escondido, até que finalmente o aceitou. Ficou célebre por sua piedade e pelo zelo com que a praticava.
Quando morreu estava empenhado na pregação de uma Cruzada.
É tradicionalmente conhecido como o padroeiro dos cavaleiros e dos cocheiros. 
Foi canonizado em 1262 pelo Papa Urbano IV.